# 帕羅奧多研究中心

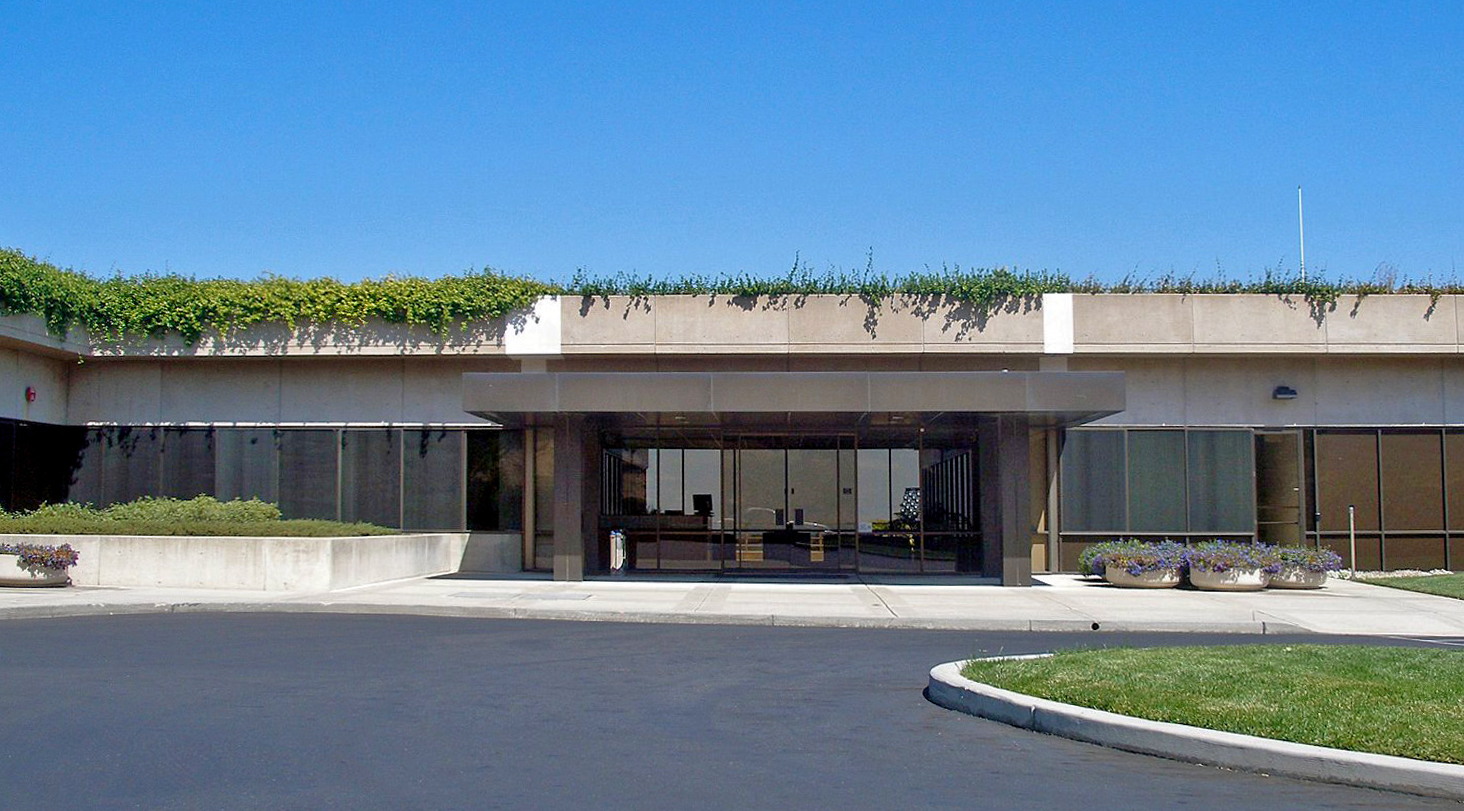
PARC 入口处。

帕羅奧多研究中心公司（英語：Palo Alto Research Center, Inc.，縮寫為PARC），前身為施乐帕羅奧多研究中心（Xerox PARC），是美國的一個科技研發機構，成立于1970年，坐落于加利福尼亚州的帕羅奧多，曾是施乐公司（Xerox）所成立的最重要的研究机构。在2002年1月4日起成為獨立子公司。2023年4月被捐贈給国际斯坦福研究所。
帕羅奧多研究中心是许多现代计算机技术的诞生地，其创造性的研发成果包括：个人电脑Xerox Alto、激光打印机、鼠标、以太网；图形用户界面、Smalltalk、页面描述语言Interpress（PostScript的先驱）、下拉式選單、所见即所得文本编辑器、语音压缩技术等。

## 延伸阅读
- Michael A. Hiltzik, Dealers of Lightning: Xerox PARC and the Dawn of the Computer Age (HarperCollins, New York, 1999) ISBN 0-88730-989-5
- Douglas K. Smith, Robert C. Alexander, Fumbling the Future: How Xerox Invented, Then Ignored, the First Personal Computer (William Morrow and Company, New York, 1988) ISBN 1-58348-266-0
- M. Mitchell Waldrop, The Dream Machine:  J.C.R. Licklider and the Revolution That Made Computing Personal (Viking Penguin, New York, 2001) ISBN 0-670-89976-3
- Howard Rheingold, Tools for Thought (MIT Press, 2000) ISBN 0-262-68115-3
- Todd R. Weiss, "Xerox PARC turns 40: Making four decades of tech innovation （页面存档备份，存于）" Computerworld, 2010

## 外部連結
- PARC （页面存档备份，存于）

37°24′08″N 122°08′52.4″W / 37.40222°N 122.147889°W